# Squash aux Jeux panaméricains de 2015
Navigation
Édition précédente Édition suivante

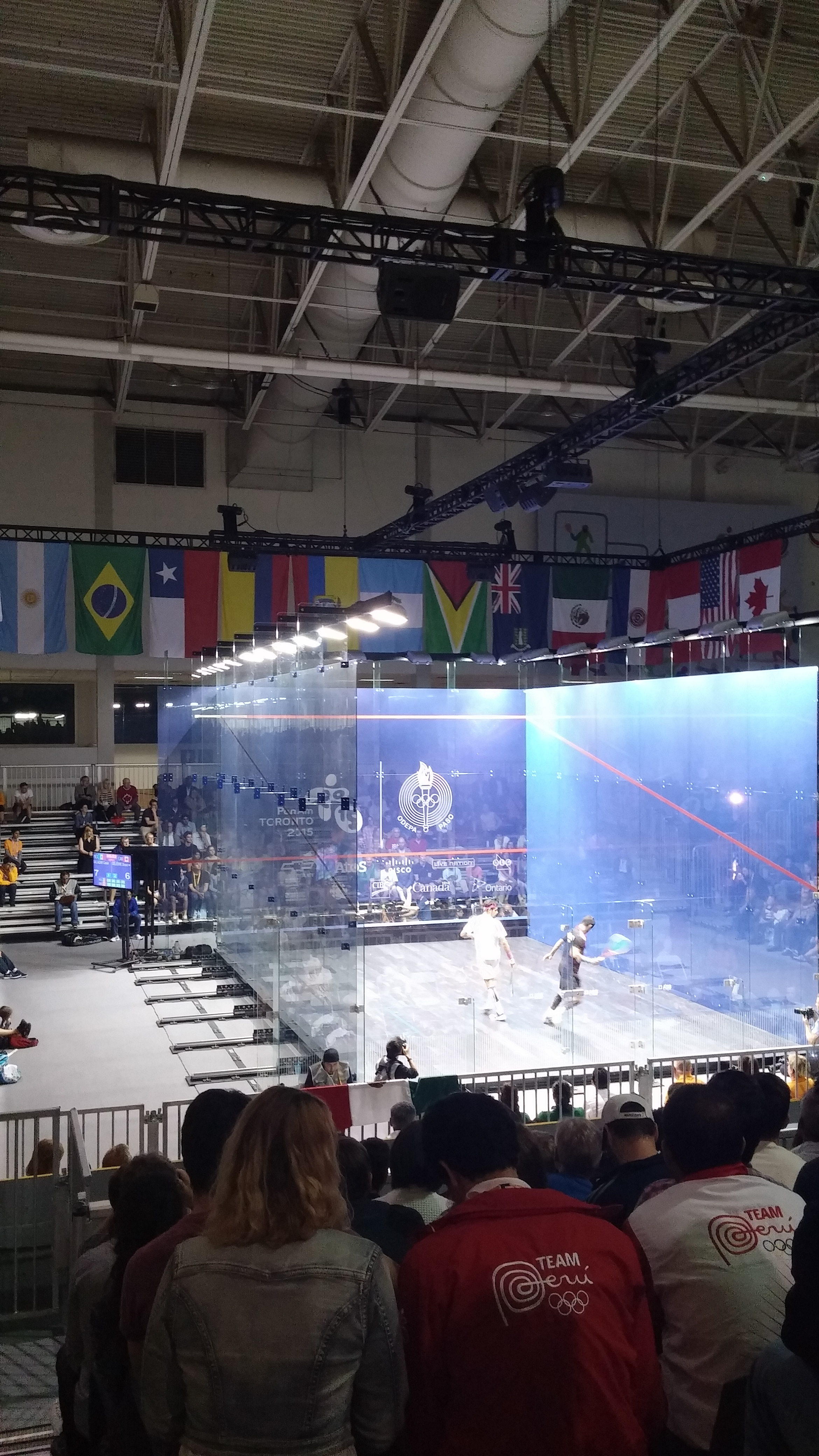
Épreuve de squash au Direct Energy Centre pendant les Jeux panaméricains de 2015

Les compétitions de squash des Jeux panaméricains 2015 se sont déroulées du 11 juillet au 17 juillet 2015 à Toronto.
Il y a 6 épreuves, trois pour les hommes et trois pour les femmes.

## Tableau des médailles
| Rang  | Nation     | Or | Argent | Bronze | Total |
| ----- | ---------- | -- | ------ | ------ | ----- |
| 1     | États-Unis | 3  | 1      | 2      | 6     |
| 2     | Colombie   | 2  | 0      | 2      | 4     |
| 3     | Canada     | 1  | 3      | 2      | 6     |
| 4     | Mexique    | 0  | 1      | 4      | 5     |
| 5     | Pérou      | 0  | 1      | 1      | 2     |
| 5     | Argentine  | 0  | 0      | 1      | 1     |
| Total | Total      | 6  | 6      | 12     | 24    |

## Palmarès

### Hommes
| Épreuves Hommes                   | Or                                                  | Argent                                           | Bronze |
| --------------------------------- | --------------------------------------------------- | ------------------------------------------------ | --- |
| Simple homme résultats détaillés  | Miguel Ángel Rodríguez Colombie                     | Diego Elías Pérou                                | Shawn Delierre Canada César Salazar Mexique                                                                          |
| Double homme résultats détaillés  | Andrés Herrera Juan Camilo Vargas Colombie          | Andrew Schnell Graeme Schnell Canada             | Diego Elías Andrés Duany Pérou Chris Hanson Christopher Gordon                                                       |
| Équipes homme résultats détaillés | Shawn Delierre Andrew Schnell Graeme Schnell Canada | César Salazar Arturo Salazar Eric Gálvez Mexique | Robertino Pezzota Rodrigo Pezzota Leandro Romiglio Argentine Christopher Gordon Todd Harrity Chris Hanson États-Unis |

### Femmes
| Épreuves Femmes                   | Or                                                         | Argent                                             | Bronze                                                                                                |
| --------------------------------- | ---------------------------------------------------------- | -------------------------------------------------- | --- |
| Simple femme résultats détaillés  | Amanda Sobhy États-Unis                                    | Olivia Blatchford États-Unis                       | Hollie Naughton Canada Samantha Cornett Canada                                                        |
| Double femme résultats détaillés  | Amanda Sobhy Natalie Grainger États-Unis                   | Samantha Cornett Nikki Todd Canada                 | Samantha Terán Karla Urrutia Mexique Catalina Peláez Laura Tovar Colombie                             |
| Équipes femme résultats détaillés | Amanda Sobhy Olivia Blatchford Natalie Grainger États-Unis | Samantha Cornett Nikki Todd Hollie Naughton Canada | Samantha Terán Karla Urrutia Diana García Mexique Catalina Peláez Laura Tovar Karol González Colombie |

## Nations participantes
Il y a 13 nations participantes pour un total de 56 athlètes. Le nombre d'athlètes par pays est entre parenthèses après le nom du pays.
- Argentine (6)
- Brésil (3)
- Canada (2)
- Chili (6)
- Colombie (6)
- Équateur (3)
- États-Unis (6)
- Guatemala (6)
- Guyana (3)
- Îles Vierges britanniques (1)
- Mexique (6)
- Paraguay (1)
- Pérou (1)